# Laurea professionalizzante
La laurea professionalizzante, in Italia, è un titolo accademico rilasciato dalle università, di durata triennale, finalizzato a ridurre i tempi dell'inserimento nel mondo del lavoro e che non consente l'accesso alle lauree magistrali.

## Storia
Fortemente volute dai presidenti degli ordini professionali, sono state istituite durante il governo Gentiloni con decreto del Ministero dell'università e della ricerca del 24 maggio 2018, n. 92 dopo alcuni mesi di lavori preliminari a fine del 2017 cordinati dal ministro Valeria Fedeli con lo scopo di facilitare l'inserimento degli studenti nel mondo del lavoro e l'accesso ad alcune professioni. A fine 2020, il ministro Gaetano Manfredi dichiarò chiusa la sperimentazione, emanando un decreto nel quale venivano elencate le prime tre lauree professionalizzanti.
Secondo i dati sulle immatricolazioni relativi all'anno accademico 2023/24, le lauree professionalizzanti registrano uno scarso numero di iscritti, ed evidenziano altre criticità; in particolare, per alcune professioni, è sufficiente il diploma secondario oppure post-secondario non universitario (Istituto tecnico superiore) per trovare lavoro.

## Descrizione
L'attività formativa prevede tramite un tirocinio professionalizzante, ossia tirocinio pratico-valutativo (TPV), sulla base di accordi quadro di cui al decreto interministeriale n. 683 del 24 maggio 2023, per non più di 40 ore a settimana per l'acquiszione di un massimo di 48 crediti formativi universitari, con eventuale assunzione del tirocinante presso una impresa o l'ente in caso di valutazione positiva del tirocinio effettuato. L'esistenza di ciascun corso di laurea è condizionata al raggiungimento e mantenimento di una serie di requisiti, tra cui un obiettivo fissato all'80% di studenti che trovano lavoro entro un anno dal conseguimento del titolo, secondo l'indicatore di valutazione periodica relativo agli sbocchi occupazionali entro un anno dal conseguimento del titolo di studio (in periodo di pandemia di COVID-19 tale soglia era stata abbassata al 60%).
Le lauree professionalizzanti, che hanno classe di laurea L-P01 o L-P02 o L-P03, permettono di sostenere un apposito esame di abilitazione per l'esercizio delle professioni abbinate a ciascuna classe di laurea.

## Classi dei corsi
| Classe | Denominazione                                        |
| ------ | ---------------------------------------------------- |
| L-P01  | Professioni tecniche per l'edilizia e il territorio  |
| L-P02  | Professioni tecniche agrarie, alimentari e forestali |
| L-P03  | Professioni tecniche industriali e dell'informazione |